# واتاپپولا
واتاپپولا (به لاتین: Wattappola) یک منطقهٔ مسکونی در سری‌لانکا است که در استان مرکزی (سری‌لانکا) واقع شده‌است.